# Rheinzabern
Rheinzabern is een plaats in de Duitse deelstaat Rijnland-Palts, en maakt deel uit van de Landkreis Germersheim.
Rheinzabern telt 4.975 inwoners. In Rheinzabern wordt uit een placerafzetting rijngoud gewonnen als nevenproduct van grind. Kieswerk Rheinzabern is daarmee de enige goudproducent van Duitsland.

## Bestuur
De plaats is een Ortsgemeinde en maakt deel uit van de Verbandsgemeinde Jockgrim.